# Саймасай
Саймаса́й (каз. Саймасай) — село у складі Єнбекшиказахського району Алматинської області Казахстану. Адміністративний центр Саймасайського сільського округу.
У радянські часи село називалось Александровка.
Населення — 4753 особи (2021; 4341 у 2009, 3804 у 1999, 3817 у 1989).